# Innenheim
 Innenheim (en alsacià Ínnle) és un municipi francès, situat a la regió del Gran Est, al departament del Baix Rin. L'any 1999 tenia 1.015 habitants.
Forma part del cantó de Molsheim, del districte de Sélestat-Erstein i de la Comunitat de comunes del Pays de Sainte-Odile.

## Demografia
| 1962 | 1968 | 1975 | 1982 | 1990 | 1999  |
| ---- | ---- | ---- | ---- | ---- | ----- |
| 692  | 731  | 908  | 862  | 840  | 1.015 |

## Administració
| Període | Identitat       | Partit |
| ------- | --------------- | ------ |
| 2007-   | Alphonse Koenig |        |